# Второй тюркский каганат
Второй Восточно-тюркский каганат, также Второй Тюркский каганат (др. тюрк. ‏𐱅𐰇𐰼𐰰:𐰃𐰠‎, türük el — «государство тюрков») — средневековое древнетюркское государство на территории Монголии в 682—744 с центром в Отюкене на берегу реки Орхон. Основатель государства — Кутлуг объединил тюркские племена и в результате упорной борьбы с Китаем (Танской империей) возродил Восточно-Тюркский каганат. Бильге-Кутлуг принял титул Эльтериш-кагана.
Исследователи расходятся в терминологии и периодизации этого государства. Л. Н. Гумилёв говорит о «возрождённом» Восточно-тюркском каганате между 682 и 744—745 годами. Л. Р. Кызласов в более поздних его работах не использует слово «Восточный» и говорит о Втором Тюркском каганате в 682—745 годах. С. Г. Кляшторный говорит о Втором Восточно-тюркском каганате с 679—689 по 744 год, но также использует термин «Вторая тюркская империя». Л. П. Потапов придерживается термина «Второй тюркский каганат», но также указывает на время с 535 по 744 год как на «период тюркского каганата» (в единственном числе).
Второй Восточно-Тюркский каганат установил дипломатические, экономические, культурные отношения с соседними государствами. Основными видами хозяйственной деятельности были кочевое скотоводство и земледелие, развивалась торговля. В каганате была принята ранее существовавшая в Тюркском каганате военно-административная структура власти. Второй Восточно-Тюркский каганат делился на два территориальных объединения по племенному признаку: западное крыло тардушей и восточное крыло телисов. Глава государства — каган обладал полномочиями верховного правителя и функциями верховного судьи. Советником трех выдающихся каганов Бильге-Кутлуга, Капагана, Бильге-кагана был Тоньюкук. Тюркоязычные племена, входившие в состав Второй Восточно-Тюркского каганата, пользовались руническим письмом. Сосредоточенные в Северной Монголии памятники тюркского рунического письма являются ценным историческим и лингвистическим материалом (см. Памятник Бильге-кагану, Памятник Тоньюкуку).

## Периодизация
- 679 год — мятеж из-за реформ китайского императора из династии Тан.
- 682 год — Кутлуг объявляет себя Эльтериш-каганом.[3]
- 688 год — битва на реке Толе. Тюрко-сиры разбивают уйгурское войско Баз-кагана.
- 693 год — умирает Эльтериш-каган, на престол занимает Мочур, и объявляет себя Капаган-каганом.
- 711 год — поход Тоньюкука на енисейских кыргызов, тюргешей и табгачей.
- 716 год — умирает Капаган-каган, Могилян провозглашает себя Бильге-каганом.
- 731 год — умирает влиятельный полководец Кюль-тегин.
- 734 год — Бильге-кагана отравляет один из приближенных к нему беков. Пофу казнит его, а также его род. Каганом объявляется Йоллыг-тегин.
- 739 год — Йоллыг-тегин умер, на престол занял Бильге Кутлуг-хан, под именем Тенгри-кагана, регентом стала Пофу, дочь Тоньюкука. Пан Кюль-тегин убивает Тенгри-кагана вырезает часть знати, на престол садится его брат, но это не вызывает доверие у подвластных племён. Каганом становится некий ябгу Кут.
- 741 год — ябгу Кут убивает своего ставленника — тюркского кагана.
- 742 год — власть ябгу Кута не устраивают другие племён. Восстали уйгуры, басмылы и карлуки эти племена объявляют о создании собственного каганата. Вождь басмылов Седе Иши[англ.] объявляется каганом. Тюркская знать не смиряется и выдвигается своего кагана — Озмыша. Власть переходит к другой линии Ашина.
- 744 год — Седе Иши казнит Озмыша и отправляет его голову в Китай. Уйгурский вождь — Пэйло провозглашает себя Кутлуг Бильге-каганом и убивает Седе Иши. Тюрки снова собирают свое ополчения и объявляют каганом — Баймэй Кулун-бека. Воспользовавшись моментом китайские войска нападают на тюрков и разбивают их «11 поколений». Уйгуры убивают Баймэй Кулун-бека.[4]

## История
В 679 году в наместничестве шаньюя, подчинённом древним тюркам, вспыхнуло восстание против китайского господства. Его возглавил главный старейшина знатного тюркского рода Ашидэ. К нему присоединились представители двух других кочевых родов. Повстанцы провозгласили каганом Ашину Нишифу. К движению присоединились и другие кочевые племена. «Старейшины 24 округов восстали и встали на его сторону». Против восставших китайские власти направили войска под командованием четырёх полководцев. Однако тюрки неожиданно атаковали и полностью разгромили их. В бою погибло около 10 тысяч китайских воинов, и лишь одному военачальнику удалось спастись. Лишь спустя год китайцам удалось подавить восстание. В это время среди тюрок не было единства. «Свои подчиненные убили Нишифу и с его головою покорились».

## Правители
| Имя                    | Годы Правления | Тюркское Тронное Имя      | Тюркское Личное Имя | Китайское Тронное Имя                                              | Китайское личное Имя                                              | Титулы                 | Примечания                                           |
| ---------------------- | -------------- | ------------------------- | ------------------- | ------------------------------------------------------------------ | ----------------------------------------------------------------- | ---------------------- | ---------------------------------------------------- |
| Эльтериш каган         | 682-693        | Elteriş Bilge kağan       | Қутлуқ              | кит. упр. 颉跌利施可汗, пиньинь xiedielishikehan — Седиэлишикэхань | кит. упр. 阿史那骨篤祿, пиньинь ashinagudulu — Ашина Гудулу       | Тутун — офицерский чин | Гудулу — устаревшее китайское, Кутлуг — счастливец.  |
| Капаган каган          | 693-716        | Kapağan kağan             | Мочур               | кит. упр. 迁善可汗, пиньинь qianshankehan — Цяньшанькэхань         | кит. упр. 阿史那默啜, пиньинь ashinamochuo — Ашина Мочо           | нет                    | Капаган хан — хищный хан Тачам (?)                   |
| Богю каган             | 716            | İnel kağan(?)             | Богю                | кит. упр. 拓西可汗, пиньинь tuoxikehan -Тосикэхань                 | кит. упр. 阿史那匐俱, пиньинь ashinafuju — Ашина Фуцзюй           | малый хан              | Тоси — расширитель запада                            |
| Бильге-хан Богю        | 716-734        | Bilge Bögü kağan          | Богю                | кит. упр. 毗伽可汗, пиньинь pijiakehan — Пицзякэхань               | кит. упр. 阿史那默棘連, пиньинь ashinamojilian — Ашина Моцзилянь  | нет                    | Бильге-хан — «Мудрый хан; герой»                     |
| Йоллыг-тегин Ижань-хан | 734-739        | Yollyg-Tegin Izhan-kağan  | Ижань               | кит. упр. 伊然可汗, пиньинь yirankehan — Ижанькэхань               | кит. упр. 阿史那伊然, пиньинь ashinayiran — Ашина Ижань           | нет                    | нет                                                  |
| Бильге-Кутлуг-хан      | 739-741        | Bilge Kutluk Tengri-kağan | Кутлуг              | кит. упр. 骨咄葉護, пиньинь guduoyehu— Гудоеху                     | кит. упр. 阿史那骨咄葉護, пиньинь ashinaguduoyehu — Ашина Гудоеху | нет                    | Бильге-хан — мудрый, счастливый хан                  |
| Озмыш-тегин-хан        | 742-743        | Ozmyş kağan               | Озмыш               | кит. упр. 乌苏米施可汗, пиньинь wusumishikehan — Усымишикэхань     | кит. упр. 阿史那乌苏米施, пиньинь ashinawusumishi — Ашина Усумиши | нет                    | нет                                                  |
| Баймэй-хан Кулун-бек   | 743-745        | Bomei-Tegin kağan         | Кулун-бек           | кит. упр. 白眉可汗, пиньинь baimeikehan- Баймэйкэхань              | кит. упр. 阿史那鹘陇匐, пиньинь ashinagulongfu — Ашина Гулунфу    | нет                    | Баймэй-хан Кулун-бек — «Белобровый» «Жеребенок-бек». |

### На русском языке
- Второй восточно-тюркский каганат // Казахстан. Национальная энциклопедия. — Алматы: Қазақ энциклопедиясы, 2004. — Т. I. — ISBN 9965-9389-9-7. (CC BY-SA 3.0)
- Гумилев Л. H. Древние тюрки, М., 1993. — 526 с.
- Кляшторный С. Г. Древнетюркские рунические памятники как источник по истории Средней Азии, М., 1964.

### На иностранных языках
- Sigfried J. de Laet. History of Humanity. — Routledge, 1994. — 1118 с. — ISBN 978-0-415-09305-7.
- * Юлий Худяков. Золотая волчья голова на боевых знаменах: оружие и войны древних тюрок в степях Евразии. — Санкт-Петербург: «Петербургское Востоковедение», 2007. — 192 с.